# Australian Maritime Safety Authority

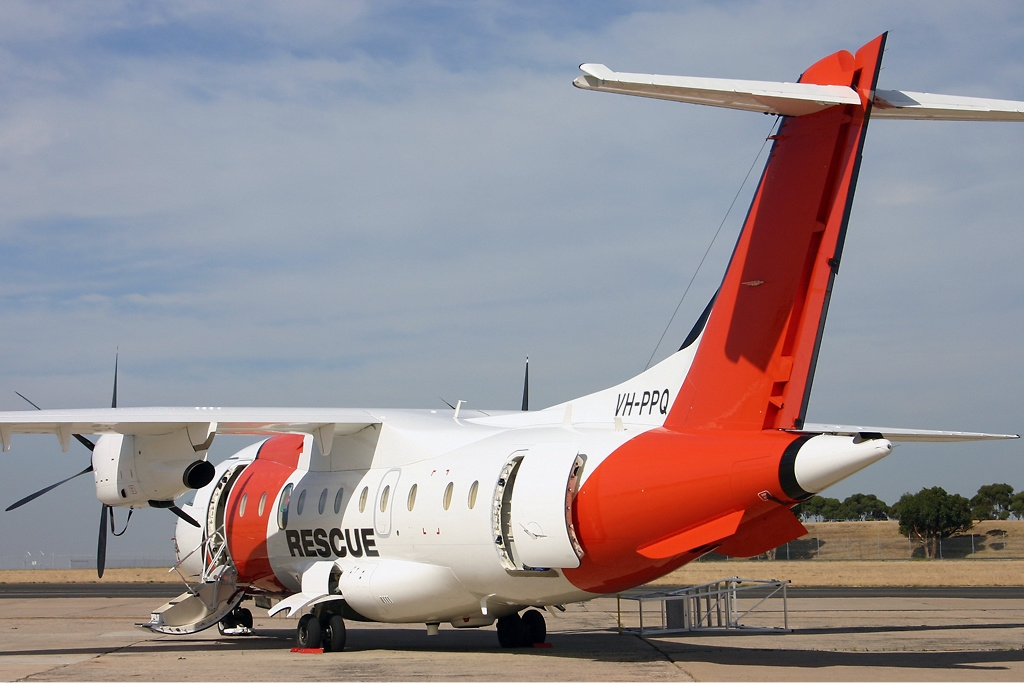
Dornier 328 Such- und Rettungsmaßnahmen Flugzeuge der Australian Maritime Safety Authority

Die Australian Maritime Safety Authority (AMSA; deutsch Australische Seesicherheitsbehörde) ist eine australische Behörde, die vor allem für die Seenotrettung zuständig ist. Sie ist die verantwortliche, dem Commonwealth of Australia unterstellte Organisation, die für die Regulierung der australischen Schifffahrtsflotte und für deren sicheres Geleit sowie für internationale maritime Angelegenheiten zuständig ist. Die AMSA wird durch Abgaben der Schifffahrtsindustrie finanziert.

## Aufgaben
Die marinen Sicherheitsaufgaben der AMSA sind:
- Bereitstellung mariner Navigationshilfen, wie z. B. die Überwachung der Leuchttürme
- Garantie der Seetüchtigkeit und Sicherung der australischen und ausländischen Schiffe in australischen Gewässern
- Überwachung und Durchführung der Zertifizierung der Seefahrt
- Garantie maritimer Nothilfe und sicherer Kommunikationswege
- Koordination der Zentrale des australischen Seenotrettungssystems sowie Koordination von Such- und Rettungsaktionen für die zivile Luftfahrt und Schifffahrt
- Die Entwicklung von sicheren Seeschiffen sowie rechtlicher und Organisationssysteme

Die AMSA unterstützt den Meeresschutz durch:
- Programmerstellung zum Schutz und zur Wiederherstellung von Umweltschäden, verursacht durch Schiffsnotlagen und -unfälle und die
- Umsetzung des Australia National Plan zur Bekämpfung von ölverseuchtem Wasser und anderer gefährlicher und giftiger Substanzen.

## Aktivitäten
Im Rahmen der Suche nach dem verschollenen Malaysia-Airlines-Flug 370 koordinierte die AMSA im März 2014 die Suchaktionen im Seegebiet westlich Australiens.